# 끈 (물리학)
끈 이론에서 끈(string theory) 또는 기본 끈(fundamental string), F-끈(F-string)은 끈 이론에 존재하는 1차원 막이다. 즉, 0차원의 점입자와는 달리 유한한 길이를 가지며, 이에 따라 끈과 끈 사이의 상호작용을 나타내는 세계면은 서로 충돌하는 두 점입자의 세계선과 달리 특이점이 존재하지 않는다. 이는 끈 이론이 양자장론의 여러 문제들을 해결하는 기본 메커니즘이다.
끈은 마치 악기의 현과 같이 일련의 고유 진동 모드들을 가진다. 끈 이론에 의하면 오늘날 알려진 모든 기본 입자들 (쿼크와 렙톤, 히그스 보손, 중력자, 게이지 보손 등)은 끈의 여러 진동 모드들이다.
끈 이론에는 D-막이나 NS5-막 등 다른 개체들도 존재하지만, 이들은 결합 상수가 상대적으로 작은 경우 섭동 이론에 나타나지 않는다.
끈의 길의 크기는 플랑크 상수 정도로 생각된다. 양자중력 효과는 이러한 규모에서 나타나는 것으로 보인다.:
{\displaystyle \ell _{P}={\sqrt {\frac {\hbar G}{c^{3}}}}\cong 1.61624(12)\times 10^{-35}} m
보다 큰 규모에서는, 물리실험실에서 볼 수 있는 정도에서는 이러한 물질은 0차원 점입자처럼 보인다. 하지만 작은 끈의 진동모드와 구조는 양자장이론의 표준모형과는 상당히 다른 면을 보인다. 하나의 예로서 끈의 진동상태에 따라 광자의 특성을 보이고 다른 진동상태에서는 쿼크인 것이다. 이러한 포용적인 특징은 끈 이론의 가장 강력한 장점이다. 그러나 아직까지 끈 이론에서 표준모형에서 제시하는 입자들을 모두 설명할 수 있는 해결책은 제시되지 않았다.

## 끈의 종류

### 닫힌 끈과 열린 끈
끈은 닫힌 끈(closed string)과 열린 끈(open string) 두 가지가 있다. 닫힌 끈은 양끝이 서로 붙어 있는 끈으로, 위상수학적으로 원을 이룬다. 반면 열린 끈은 두 개의 끝점을 가진다. 열린 끈의 끝점은 항상 D-막이라고 불리는 막에 붙어 있어야만 한다. D-막은 여러 종류가 있는데, I종 끈 이론에서는 시공간을 16개의 D9-막이 채우고 있어 열린 끈은 구속되지 않고 자유롭게 움직일 수 있다. 반면 다른 끈 이론(IIA/B종, 잡종 끈 이론)에서는 시공간을 채우고 있는 D9-막이 일반적으로 없고, 오직 낮은 차원의 D-막들만 존재한다. 이에 따라서, 열린 끈은 특정한 D-막에만 국한되게 된다.
열린 끈의 무질량 진동 모드는 게이지 보손과 (초끈의 경우) 그 초대칭짝인 게이지노들이다. 닫힌 끈의 무질량 진동 모드는 중력자와 딜라톤, (유향 끈의 경우) 캘브-라몽 장 (액시온), (초끈의 경우) 또 이들의 초대칭짝들인 그래비티노와 딜라티노이다.

### 유향성
오리엔티폴드 사영의 유무에 따라, 끈은 향을 가지지 않을 수 있다. 오리엔티폴드 사영이 없는 공간에서의 끈을 유향 끈(oriented string), 오리엔티폴드 사영이 있는 경우를 무향 끈(unoriented string)이라고 한다. 유향 끈의 세계면은 항상 가향 곡면이지만, 무향 끈의 세계면은 비가향 곡면(뫼비우스 띠, 클라인 병 등)일 수 있다.
유향 닫힌 끈은 왼쪽으로 전파하는 진동과 오른쪽으로 전파하는 진동이 독립적이지만, 무향 닫힌 끈은 이 두 진동 모드가 서로 독립적이지 않다. I종 끈 이론에는 오리엔티폴드 사영이 존재하여, 모든 끈이 무향 끈이다.

## 같이 보기
- 막
- 기본 입자
- 엘러건트 유니버스 와 우주의 구조, 끈이론 물리학자 브라이언 그린저

## 참고 자료
- Schwarz, John (2000). "Introduction to Superstring Theory" 보관됨 2019-07-08 - 웨이백 머신. Retrieved Dec. 12, 2005.
- "NOVA's strings homepage"